# Dabergotz
Dabergotzer en kommune i landkreis
Ostprignitz-Ruppin i den tyske delstat Brandenburg. Den hører til Amt Temnitz.

Kommunen ligger ca. 5 kilometer vest for Neuruppin i landskabet Ruppiner Platte.